# عصافير شرشورية
عصافير شرشورية (الاسم العلمي: Spizella) هو جنس، في فصيلة درسات.

## أصنوفات
الأصنوفات الأدنى لهذا الكائن:
- كود سباركل
- تحديث القائمة

نوع:عصفور الدوري الزقزاق 
اسم علمي: Spizella passerina

نوع:Black-chinned Sparrow 
اسم علمي: Spizella atrogularis

نوع:Brewer's Sparrow 
اسم علمي: Spizella breweri

نوع:Clay-colored Sparrow 
اسم علمي: Spizella pallida

نوع:Field Sparrow 
اسم علمي: Spizella pusilla

نوع:Spizella arborea 
اسم علمي: Spizella arborea

نوع:Spizella pinetorum 
اسم علمي: Spizella pinetorum

نوع:Worthen's Sparrow 
اسم علمي: Spizella wortheni